# Megaselia grandipennis
Megaselia grandipennis är en tvåvingeart som beskrevs av Borgmeier 1967. Megaselia grandipennis ingår i släktet Megaselia och familjen puckelflugor.
Artens utbredningsområde är Taiwan. Inga underarter finns listade i Catalogue of Life.